# 삼역
삼역(三易)은 연산(連山), 귀장(歸藏), 주역(周易)의 세종류의 역경을 통칭한다.
연산(連山)의 방법은 고대 중국의 하(夏)시대에 , 귀장(歸藏)은 은(殷)시대에 , 주역(周易)은 주나라 시기에 행하여진 것으로 알려져있으며 이들 모두가 팔괘를 사용한 것으로 알려져 있다. 그러나 현재 문서로 전하는 것은 주역뿐이며 연산과 귀장은 전하지 않기에 이에 대해 자세히 알려진 바는 없다. 따라서 일반적으로 '역경'이라 함은 주역을 의미하고 있다.
삼역에 대한 언급은 주례 춘관종백(春官宗伯) 제47권  대복(大卜)에서 다루고 있다.

## 같이 보기
- 사서삼경